# Abdel Aziz El Mubarak
Pour les articles homonymes, voir Moubarak (homonymie).
Abdel Aziz El Mubarak (en arabe : عبد العزيز المبارك), né à Wad Madani en 1951 et mort le 9 février 2020 au Caire, est un chanteur soudanais de musique world-reggae.

## Biographie
Abdel Aziz El Mubarak était connu en tant que leader d'un groupe dont la musique est basée sur la musique arabe traditionnelle mais est également influencée par le reggae et le rythm'n blues américains. En plus de sortir de nombreux enregistrements de cassettes au Soudan et de jouer à l'occasion de nombreux mariages et d'autres concerts au Soudan, il a également enregistré avec son groupe plusieurs CDs pour le marché européen et américain. Ils ont fait des tournées internationales. Il s'est également parfois produit en solo en s’accompagnant sur l’oud. 
Il meurt le 9 février 2020, de complications liées à un diabète, et d'une pneumonie.

## Discographie
- Straight from the heart, 1985
- Globe Style, 1987
- Sounds of Sudan, 1986